# Batalha de Austerlitz
Batalha de Austerlitz, também conhecida como a Batalha dos Três Imperadores, foi uma batalha que resultou numa das maiores vitórias de Napoleão Bonaparte, onde o Império Francês derrotou a Terceira Coligação. No dia 2 de dezembro de 1805, um exército francês, sob o comando de Napoleão, derrotou um exército austro-russo, liderado pelo czar Alexandre I da Rússia e pelo imperador Francisco II, após uma difícil luta de cerca de nove horas. A batalha teve lugar perto de Austerlitz (Slavkov u Brna), a cerca de 10 km a sudeste de Brno na Morávia, na altura uma região da Império Austríaco (actualmente República Checa). A batalha é vista como uma obra-prima em termos tácticos. 
A vitória francesa em Austerlitz acabou definitivamente com a Terceira Coligação. A 26 de dezembro de 1805, a Áustria e a França assinaram o Tratado de Pressburg, que implicou a saída da Áustria tanto da guerra como da Coligação, enquanto reforçava os anteriores tratados de Campoformio e Lunéville entre as duas potências. O tratado obrigava a entrega de regiões na península Itálica e na Baviera à França e, na Alemanha, aos aliados alemães de Napoleão; impunha uma indemnização de 40 milhões de francos aos derrotados Habsburgos e permitia às tropas russas livre-passagem, com armas e equipamentos, através de territórios hostis até sua casa. A vitória em Austerlitz também permitiu a criação da Confederação do Reno, um conjunto de estados alemães que actuariam como uma zona de barreira entre a França e a Europa Central. Uma consequência imediata destes acontecimentos foi o fim do Sacro Império Romano-Germânico quando, em 1806, o sacro imperador romano Francisco II abdicou do trono imperial, mantendo a designação de "Francisco I da Áustria" como o seu único título oficial. Todas estas alterações, no entanto, não mantiveram a paz por muito tempo no continente europeu. A crescente influência francesa na Europa Central, causava preocupações à Prússia, o que acabou por dar origem à Guerra da Quarta Coligação, em 1806.

## Prólogo
A Europa estava num tumulto constante desde o início das guerras revolucionárias francesas em 1789. Em 1797, depois de cinco anos de guerra, a República Francesa derrotou a Primeira Coligação. No ano seguinte, foi formada uma Segunda Coligação mas, em 1801, esta também foi vencida, ficando a Grã-Bretanha como o único adversário do Consulado Francês. Em março de 1802, a França e a Grã-Bretanha acordaram pôr fim às hostilidades através do Tratado de Amiens. Pela primeira vez em dez anos, toda a Europa estava em paz. No entanto, persistiam alguns problemas entre as duas partes, dificultando cada vez mais a implementação do tratado. O governo britânico tinha ficado contrariado por ter de entregar grande parte das suas conquistas coloniais realizadas desde 1793. Napoleão estava zangado pelo facto de as tropas britânicas não terem saído da ilha de Malta. Esta tensão em que se vivia foi agravada quando Napoleão enviou uma força expedicionária para acabar com a Revolução Haitiana. Em 18 de maio de 1803, a Grã-Bretanha declarou guerra à França, pondo fim ao tratado de paz.

### A Terceira Coligação
Em dezembro de 1804, um acordo anglo-sueco levou à criação da Terceira Coligação. O primeiro-ministro inglês William Pitt passou 1804 e 1805 em agitação diplomática para tentar formar a nova coligação contra a França e, em abril de 1805, a Grã-Bretanha e a Rússia assinaram uma aliança. Depois ter sido derrotada duas vezes pela França, e de querer vingança, a Áustria juntou-se à coligação alguns meses mais tarde.

### Exército Imperial Francês
Antes da formação da Terceira Coligação, Napoleão havia formado uma força designada por "Exército de Inglaterra" na região de Bolonha, no Norte da França. Ele pretendia utilizar esta força para invadir a Inglaterra, e estava tão confiante do sucesso que mandou fazer medalhas comemorativas para celebrar a conquista de Inglaterra. Embora essa força nunca tenha levado a cabo a invasão, as tropas de Napoleão receberam treino específico para qualquer operação militar. O tédio instalou-se entre os homens, mas Napoleão efectuou várias visitas às suas tropas e realizou várias paradas militares para aumentar o moral.
Os homens de Bolonha formavam o núcleo daquilo que Napoleão mais tarde designaria por Grande Armée. No início, este exército francês contava com cerca de 200 000 homens divididos em sete corpos, unidades de grande dimensão, com cerca de 36 a 40 canhões cada um, e que tinham autonomia suficiente para executar acções independentes até que outro corpo chegasse. Um único corpo (devidamente situado em posição defensiva) podia resistir a um dia inteiro de ataques, sem apoio, dadas as várias opções tácticas e estratégicas do Grande Armée em campanha. No topo destas forças, Napoleão criou uma cavalaria de reserva de 22 000 homens, organizados em duas divisões de cuirassiers (couraceiros), quatro divisões de dragões montados, uma divisão de dragões desmontados e uma de cavalaria ligeira, todos apoiados por 24 peças de artilharia. Em 1805, o Grande Armée havia crescido para uma força de 350 000 homens.

### Exército Imperial Russo
O exército russo à data de 1805 tinha muitas características da organização do Antigo Regime; não havia uma formação regular acima do nível do regimento, os oficiais seniores eram recrutados entre a aristocracia (sendo, muitas vezes, escolhidos aqueles com mais influências e não pela sua competência), e o soldado russo passava por uma formação dura, sofrendo castigos físicos para "serem disciplinados", tal como acontecia no século XVIII. Além disso, muitos oficiais inferiores tinham um treino deficiente e dificuldades em levar os seus homens a efectuar manobras complexas numa batalha. No entanto, os russos tinham uma artilharia eficaz, manuseada por soldados que lutavam de maneira a que as suas armas não caíssem em mãos inimigas.
O sistema de abastecimentos do Exército Imperial Russo dependia da população local e dos seus aliados austríacos, sendo cerca de 70% das provisões fornecidas pela Áustria. Sem um sistema organizado de abastecimentos, os soldados russos passavam por dificuldades ao nível da sua saúde e prontidão para o combate.[carece de fontes?]

### Exército Imperial Austríaco
O arquiduque Carlos da Áustria-Teschen, irmão do imperador austríaco, iniciou uma reforma no exército em 1801 tirando poder ao Hofkriegsrat, o conselho militar e político responsável pelas decisões nas forças armadas da Áustria. Carlos era o melhor comandante de campo da Áustria, mas não era muito popular junto da corte, perdendo assim, muita da sua influência quando, contra o seu conselho, a Áustria decidiu entrar em guerra com a França. Karl Mack tornou-se o novo comandante principal do exército austríaco, reformando a infantaria na véspera da guerra, implicando regimentos constituídos por quatro batalhões de quatro companhias ao invés da antiga organização de três batalhões de seis companhias. Esta súbita alteração não foi acompanhada de treino aos oficiais e, como resultado, estas novas unidades não foram tão bem lideradas como deveriam ter sido. A cavalaria austríaca era tida como a melhor na Europa, mas o destacamento de muitas unidades de cavalaria para junto das formações de infantaria reduzia a sua eficácia contra a sua equivalente das forças francesas.

### Primeiros movimentos

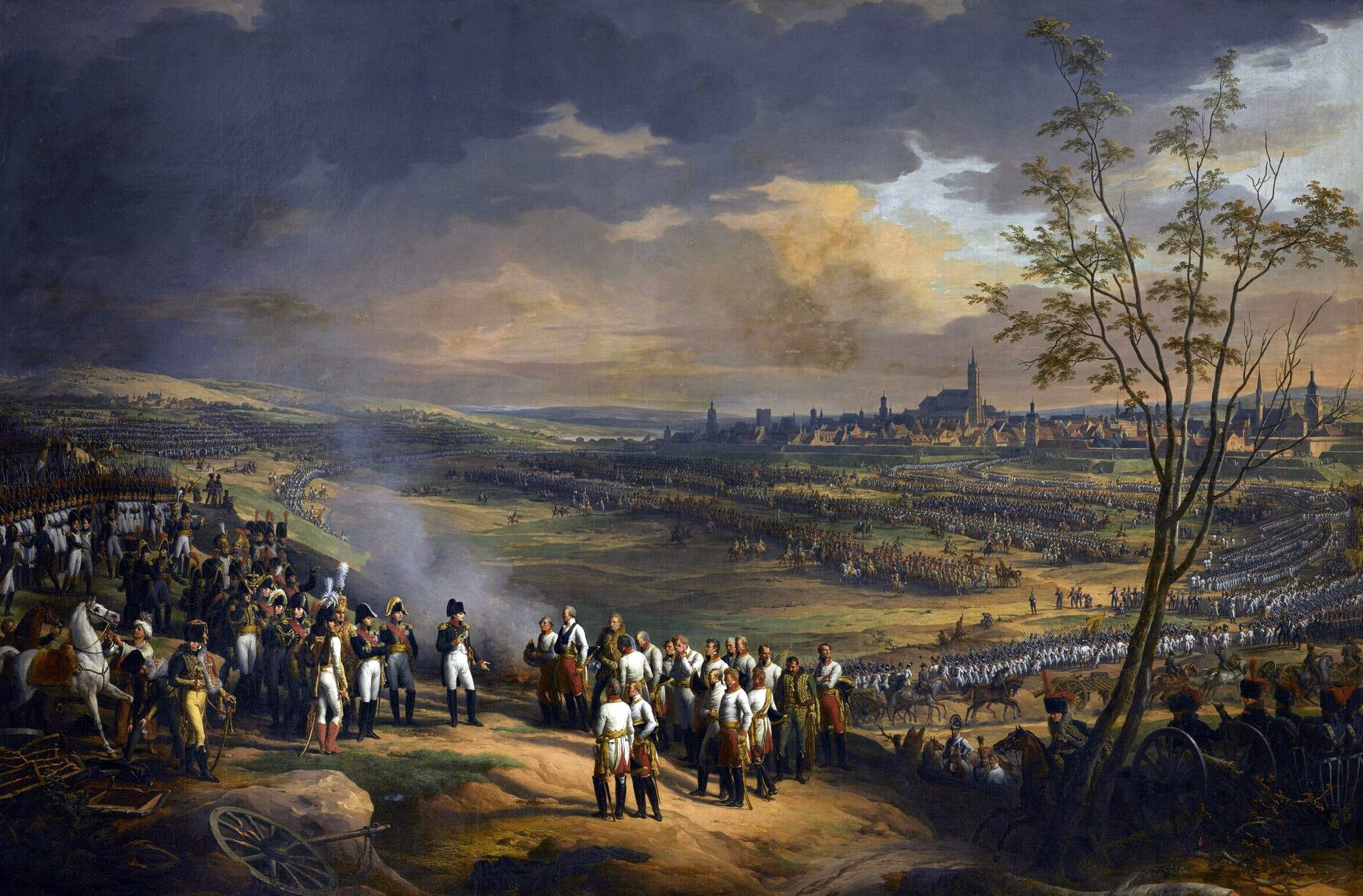
Napoleão aceita a rendição do general Mack e do exército austríaco em Ulm. Pintura de Charles Thévenin.

Em agosto de 1805, Napoleão, agora com o título de "imperador da França" desde dezembro do ano anterior, muda o seu exército do canal da Mancha para o rio Reno, de forma a fazer frente às novas ameaças por parte da Áustria e da Rússia. Em 25 de setembro, depois de uma intensa marcha e grande segredo, 200 000 homens do exército francês iniciam a travessia do Reno numa frente de 260 km. O general Karl Mack havia reunido a maior parte do exército austríaco na fortaleza de Ulm, na Baviera. Napoleão alterou a direcção das suas tropas para sul, numa manobra circular que lhe permitiu colocar-se na retaguarda dos austríacos. A manobra de Ulm foi bem executada e, a 20 de outubro, o general Mack e 23 000 soldados austríacos renderam-se, elevando o número de austríacos presos na campanha para 60 000. Embora tenha sido uma vitória espectacular, ela foi assombrada pela derrota da frota franco-espanhola na batalha de Trafalgar no dia seguinte. No entanto, o sucesso francês em terra continuou, com a queda de Viena em novembro, e com a captura de 100 000 mosquetes, 500 canhões e as pontes sobre o rio Danúbio intactas.
Entretanto, o atraso na chegada das tropas russas impediu-os de salvar o armamento terrestre dos austríacos e, deste modo, retiraram-se para nordeste para aguardar reforços e juntar-se às unidades austríacas sobreviventes. O czar Alexandre I nomeou o general Mikhail Illarionovich Kutuzov para comandante-chefe das tropas russas e austríacas. A 9 de setembro de 1805, Kutuzov chegou ao campo de batalha para reunir informação. De forma expedita, contactou o imperador austríaco e os seus conselheiros para discutir assuntos sobre planeamento e logística. Sob a pressão de Kutuzov, os Austríacos concordaram em fornecer armas e munições. Kutuzov também detectou alguns problemas no plano de defesa austríaco, que designou como "muito dogmático". Além disso, discordou da anexação de terras que ficaram a ser controladas recentemente por Napoleão, pois a população local iria desconfiar da força aliada. Contudo, muitas das propostas de Kutuzov foram rejeitadas.
Os Franceses prosseguiram, mas depressa se encontraram numa situação complicada: as intenções prussianas eram desconhecidas e podiam ser hostis, os exércitos russo e austríaco aproximavam-se e, para dificultar ainda mais a estratégia de Napoleão, as linhas de comunicações francesas eram muito longas e necessitavam de fortes guarnições para as manter operacionais. Napoleão tomou consciência de que a única maneira significativa de fortalecer o sucesso obtido em Ulm era forçar os aliados a combater e derrotá-los. Do lado russo, o comandante-chefe Kutuzov também tinha pensado no mesmo; assim, em vez de ficar preso ao plano de defesa "suicida", Kutuzov decidiu retirar-se. Deu ordens a P. I. Bagration para levar 600 soldados até Viena para bloquear os Franceses, e ordenou ao exército aliado para aceitar a proposta de cessar-fogo de Murat, para que aquele tivesse mais tempo para refugiar-se. Napoleão percebeu os erros de Murat e deu-lhe instruções para prosseguir rapidamente, no entanto, naquele momento, já os aliados se encontravam em Olmutz. De acordo com o plano de Kutuzov, os aliados ainda se iriam refugiar mais longe, para a região dos Cárpatos, e "na Galícia, enterrarei os franceses.".
Napoleão decidiu efectuar uma jogada psicológica para atrair os aliados. Alguns dias antes de qualquer combate, Napoleão deu a entender aos aliados que o seu exército estava em más condições e desejava negociar umas tréguas. Uma pequena parte — 53 000 homens — das tropas francesas, incluindo as forças de Soult, Lannes e Murat, tomariam Austerlitz e a estrada de Olmutz, desviando a atenção do inimigo. As forças aliadas, cerca de 89 000 soldados, parecendo, aparentemente, ser muito superiores em número, seriam levadas a atacar o exército francês. Porém, os aliados não sabiam que os reforços de Bernadotte, Mortier e Davout já se encontravam por perto, e podiam ser chamadas para o combate, numa marcha forçada, desde Iglau e Viena, aumentando o número de tropas francesas para 75 000, reduzindo, assim, de forma significativa, a inferioridade numérica.
A 25 de novembro, o general Savary foi enviado ao quartel-general dos aliados, em Olmutz, para observar, de forma secreta, as suas forças e informar do desejo de Napoleão de evitar uma batalha. Como esperado, esta mensagem foi vista como sinal de fraqueza. Quando Francisco I propôs um armistício a 27 de novembro, Napoleão expressou grande entusiasmo em aceitá-lo. No mesmo dia, Napoleão deu ordens a Soult para abandonar Austerlitz e as colinas de Pratzen, e criou uma imagem de desorganização durante a retirada; isto levaria a que o inimigo ocupasse Pratzen. No dia seguinte, o imperador francês solicitou uma reunião pessoal com Alexandre I e recebeu uma visita do assessor, o conde Dolgorouki. Esta reunião também fazia parte da armadilha de Napoleão, que queria passar uma imagem de ansiedade e hesitação aos seus adversários, e Dolgorouki acabou por passar esta mensagem de fraqueza ao czar.
O plano de Napoleão foi bem sucedido. Muitos dos oficiais aliados, incluindo os assessores do czar e o ajudante do imperador austríaco Franz von Weyrother, defenderam, de forma veemente, um ataque imediato. A ideia de Kutuzov foi rejeitada e as forças aliadas preparavam-se para cair na armadilha montada por Napoleão.

## A batalha

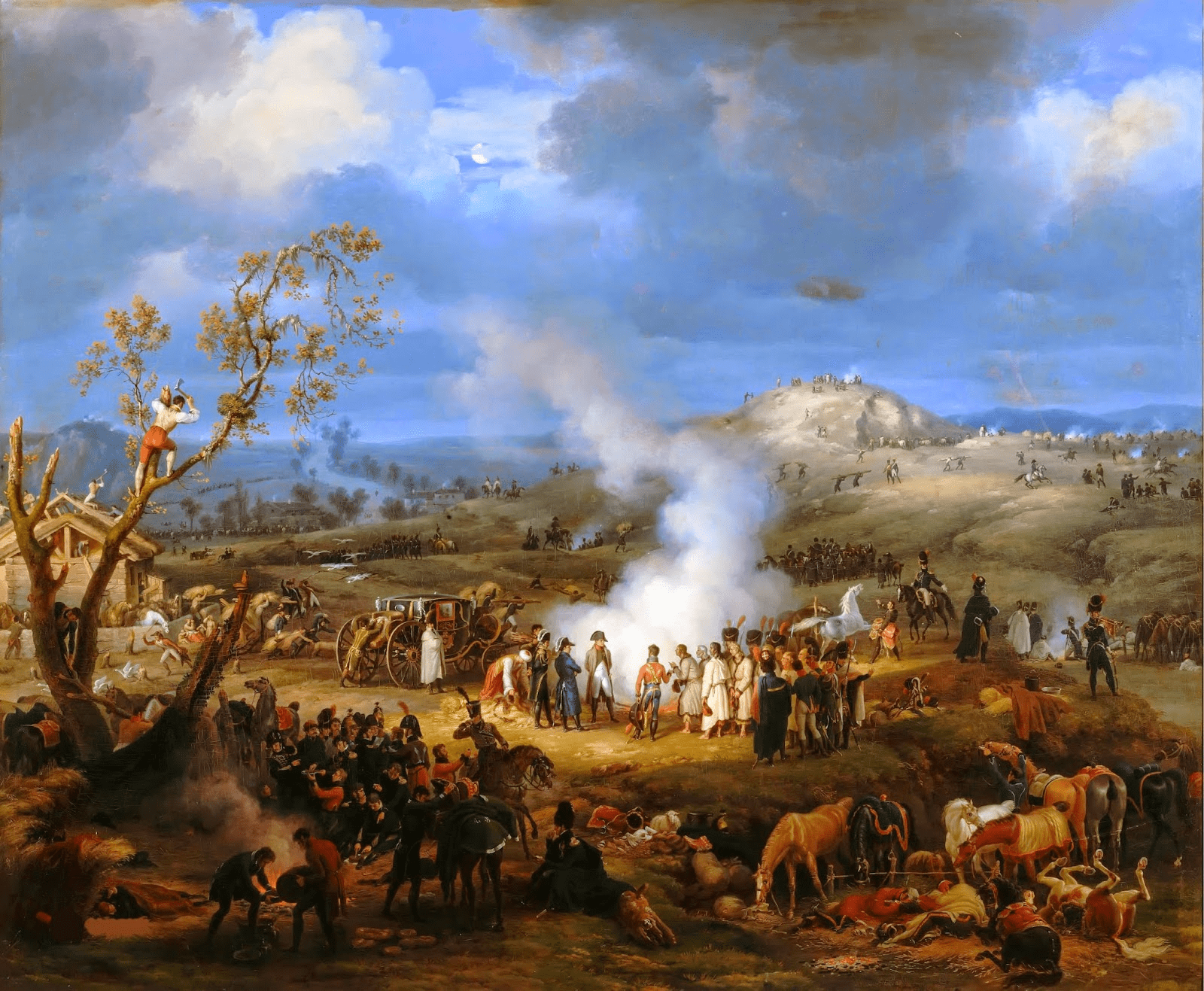
Napoleão e as suas tropas na véspera da batalha. Pintura de Louis-François Lejeune.

Napoleão reuniu 72 000 homens e 157 peças de artilharia para a batalha iminente, embora cerca de 7 000 homens de Davout estivessem muito a sul, na direcção de Viena. Os aliados tinham cerca de 85 000 soldados, 70% dos quais eram russos, e 318 peças. Assim, o Exército Francês era inferior em número.
De início Napoleão não estava totalmente convencido da sua vitória. Numa carta escrita ao ministro das Relações Exteriores, Talleyrand, Napoleão solicitou que este não dissesse a ninguém da batalha para não preocupar a imperatriz Joséphine. De acordo com Frederick C. Schneid, a principal preocupação de Napoleão não era a tranquilidade de Joséphine; o imperador francês preocupava-se mais em como iria explicar à imperatriz a derrota do do seu exército.

### O campo da batalha
A batalha teve lugar a cerca de 10 km a sudeste da cidade de Brno, entre esta cidade e Austerlitz (em checo: Slavkov u Brna), na actual (2012) região da República Checa. A norte do campo de batalha ficavam as colinas Santon (210 m de altitude) e Zuran (Žuráň) (270 m de altitude), ambas próximas da importante via Olomouc/Brno , orientada a este/oeste. A oeste das colinas situava-se a localidade de Bellowitz (Bedřichovice) e, entre as duas, o curso de água Bosenitz (Roketnice) corria para sul ligando ao ribeiro Goldbach (Říčka); este corria a montante das localidades de Kobelnitz (Kobylnice), Sokolnitz (Sokolnice) e Telnitz (Telnice). O ponto fulcral desta área era as colinas de Pratzen (Prace), com uma inclinação suave (10 a 12 m de altitude). Um assessor observou que Napoleão, repetidamente, dizia aos seus marechais: "Meus Senhores, observem este terreno com muito cuidado, irá ser um campo de batalha; vocês farão parte dele."

### O plano Aliado para a batalha

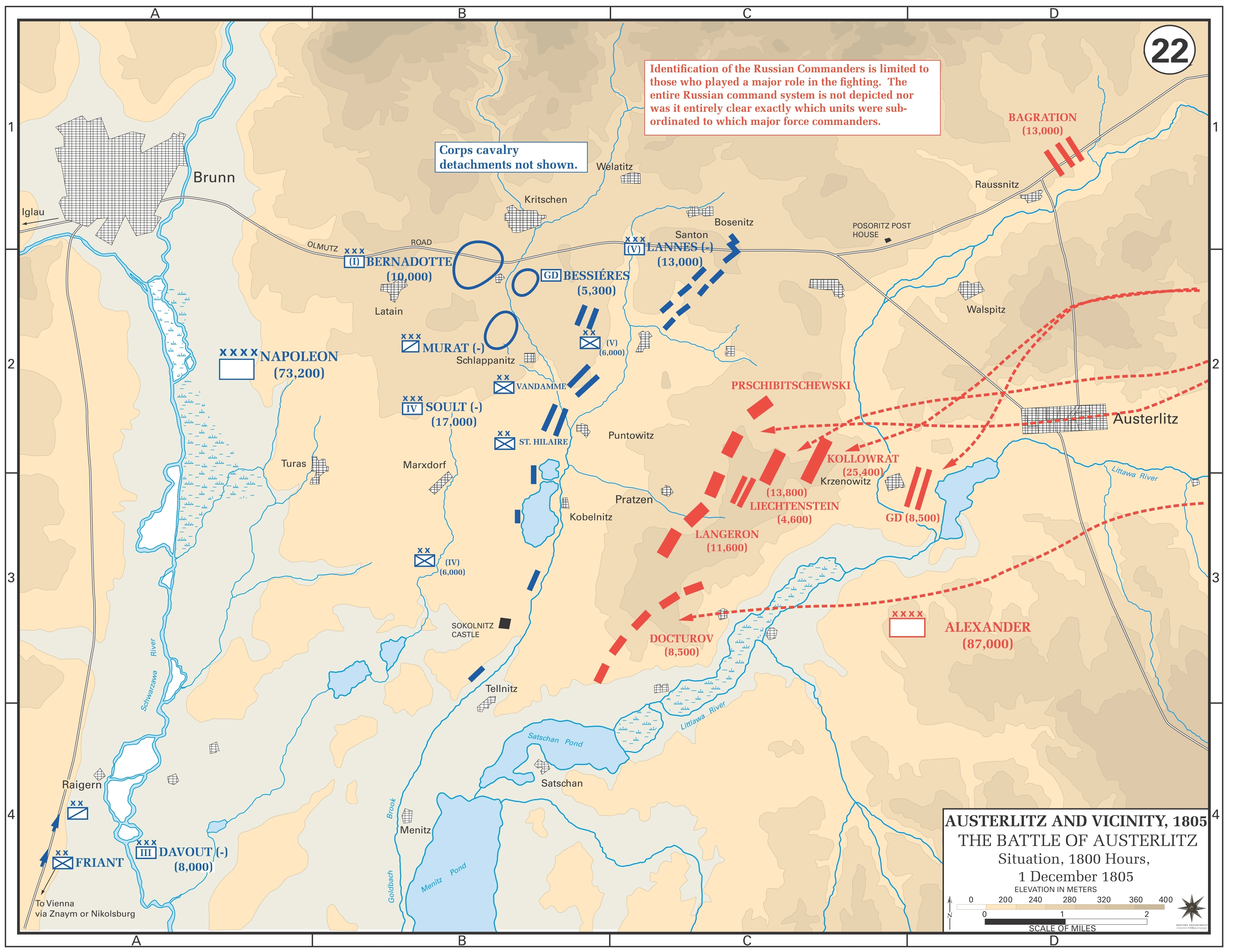
Disposição das tropas aliadas (vermelho) e francesas (azul) no terreno, às 18 horas do dia 1 de dezembro de 1805.

A 1 de dezembro teve lugar um conselho aliado para discutir as propostas para a batalha. A maioria dos estrategas tinha duas ideias fundamentais: fazer contacto com o inimigo e controlar o flanco sul onde estava a linha de comunicações para Viena. Embora o czar e os seus assessores insistissem em que se devia partir já para a batalha, o imperador Francisco da Áustria mostrava-se mais cauteloso e, como mencionado, ele era aconselhado por Kutuzov, o comandante-chefe dos Russos e das tropas aliadas. No entanto, a pressão exercida pelos nobres russos e pelos comandantes austríacos era muito forte, e os aliados acabaram por escolher o plano austríaco de Franz von Weyrother. De acordo com o plano, deveria ser efectuado um ataque ao lado direito das forças francesas, que os aliados consideravam ser mais desprotegido, e pequenos ataques ao flanco esquerdo para fazer convergir as tropas francesas para esse lado. Os aliados dispuseram a maioria das suas tropas em quatro colunas para atacar a direita dos Franceses. A Guarda Imperial Russa estava de reserva enquanto as tropas russas, sob o comando de Pyotr Bagration, davam apoio ao flanco direito aliado. Para além disso, o czar russo desautorizou o comandante-chefe Kutuzov e entregou o comando a Franz von Weyrother. Na batalha, Kutuzov apenas comandava o IV Corpo do exército aliado, embora fosse, oficialmente, o comandante, pois o czar tinha receio de ficar responsável caso o seu plano falhasse.

### O plano francês para a batalha

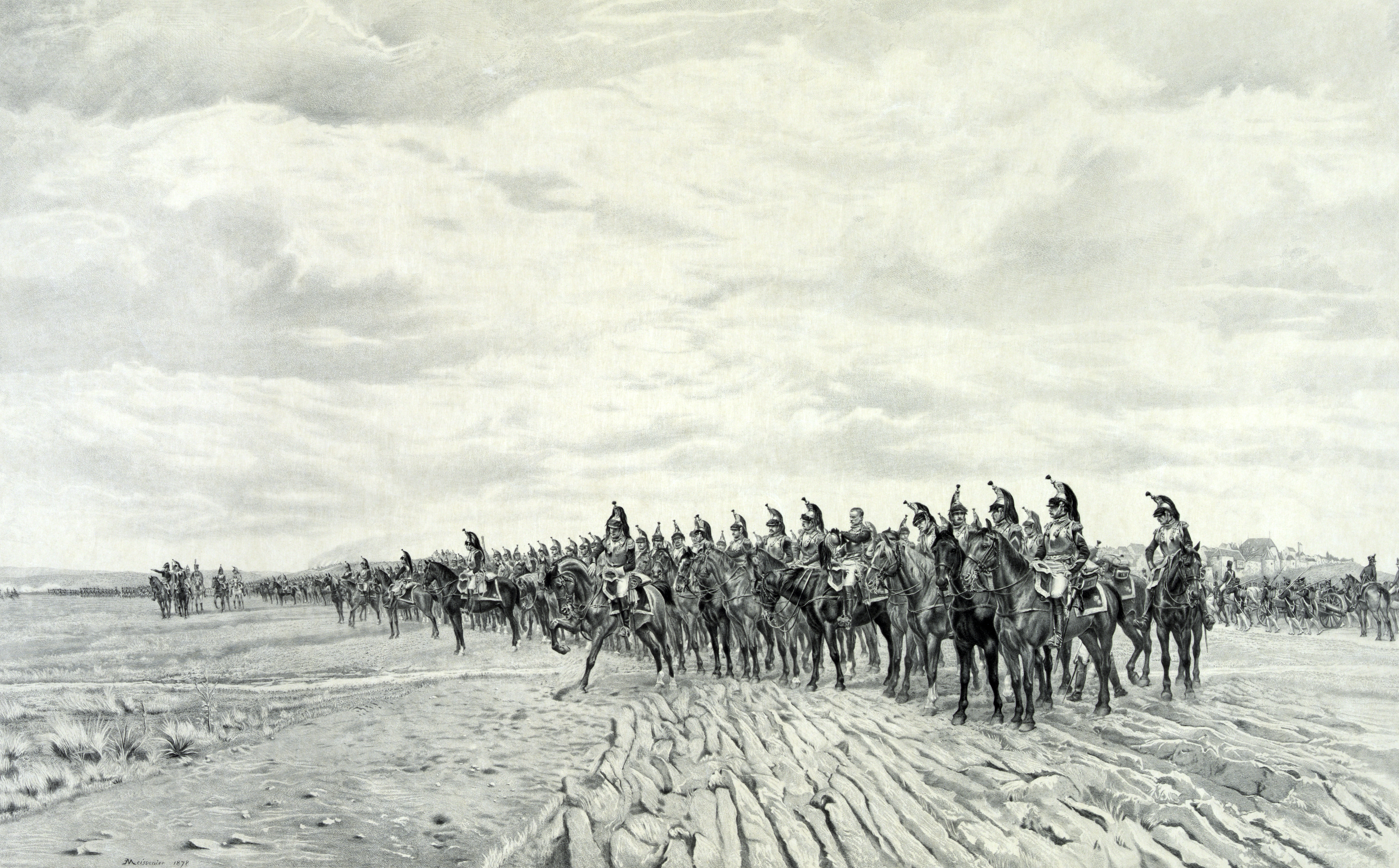
Couraceiros franceses a tomar posições.

Napoleão esperava que as forças aliadas atacassem e, para as encorajar, enfraqueceu deliberadamente o seu flanco direito. A 28 de novembro, Napoleão reuniu-se com os seus marechais no quartel-general imperial onde estes o informaram das suas preocupações acerca da batalha. Chegaram a sugerir uma retirada, mas Napoleão desprezou as suas reclamações.
O plano de Napoleão previa que os aliados iriam utilizar um número muito elevado de homens para atacar o seu flanco direito com o objectivo de cortar as linhas de comunicação francesas desde Viena. Como resultado, o flanco esquerdo e a zona central dos aliados ficariam expostos e vulneráveis. Para os levar a efectuar o ataque, Napoleão até se retirou da posição estratégica em Pratzen, para reforçar a simulação da fraqueza das suas tropas e do seu próprio nervosismo. Entretanto, a força principal de Napoleão estaria escondida num terreno oposto ao das colinas. De acordo com o plano, as tropas francesas atacariam e tomariam Pratzen, e daí lançariam o grande e decisivo ataque ao centro do exército aliado, destruindo-o e cercando-o pela sua retaguarda.
| “           | Se as forças russas deixarem as colinas de Pratzen para irem para o lado direito, certamente que serão derrotadas. | ” |
| — Napoleão, | |   |

O ataque massivo à zona central dos aliados seria efectuado por 16 000 homens do IV Corpo de Soult. A posição deste corpo estava envolta por uma densa neblina durante a primeira fase da batalha; de facto, o tempo que durou essa neblina foi essencial para o plano de Napoleão: as tropas de Soult ficariam visíveis se a neblina se dissipasse demasiado cedo, mas, pelo contrário, se demorasse muito tempo, Napoleão não conseguiria determinar quando é que as tropas aliadas tinham deixado as colinas de Pratzen, impossibilitando-o de iniciar o ataque na altura devida.
Entretanto, para dar apoio ao seu flanco direito, mais fraco, Napoleão deu ordens ao III Corpo, comandado por Davout, para efectuar uma marcha forçada desde Viena, e juntar-se aos homens do general Legrand, que tinha sob sua responsabilidade o ponto extremo do flanco sul, e que iria confrontar-se com o ataque mais forte dos aliados. Os soldados de Davout tinham 48 horas para marchar 110 km. A sua chegada era vital para determinar o sucesso do plano francês. De facto, a fraca, mas propositada, organização do flanco direito das tropas francesas era um risco muito elevado, pois estes não tinham muitos homens nesta posição. Porém, as razões pelas quais Napoleão podia efectuar esta manobra tão arriscada, eram: a) Davout - comandante do III Corpo - era um dos melhores oficiais de Napoleão; b) o flanco direito estava protegido por um sistema complexo de rios e correntes; c) os franceses tinham já preparado uma segunda linha de retirada através de Brunn. A Guarda Imperial Francesa e o I Corpo de Bernadotte estavam de reserva, enquanto o V Corpo, de Lannes, protegia o sector norte do campo de batalha, onde estava localizada a nova linha de comunicações.
No dia 1 de dezembro de 1805, as tropas francesas deslocaram-se de acordo com o movimento dos aliados, para sul, como Napoleão esperava.

### A batalha

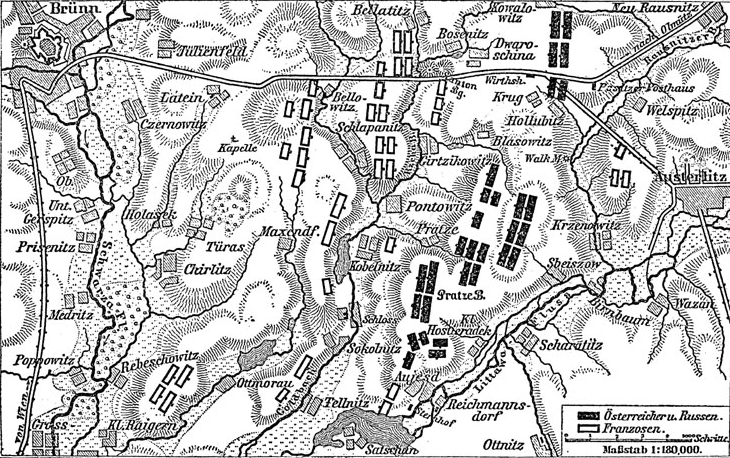
Mapa do campo de batalha de Austerlitz.

A batalha tem início às oito horas da manhã, com a primeira coluna aliada a atacar Telnitz, a qual era defendida pelo regimento de 3ª Linha. Este sector do campo de batalha assistiu a grande ação nos primeiros momentos, com várias cargas aliadas a empurrar os franceses para fora da localidade, forçando-os a passar para o outro lado de Goldbach. Os primeiros homens do Corpo de Davout chegaram neste momento e tiraram os aliados de Telnitz antes de também eles serem atacados pelos hussardos, abandonando a vila. Outros ataques dos aliados fora de Telnitz foram assinalados pela artilharia francesa.
As colunas aliadas deram início aos primeiros ataques ao flanco direito dos Franceses, não tão rápido como desejado, e, assim, os franceses conseguiram conter os ataques. De facto, as manobras das forças aliadas não foram as correctas e efectuaram-se fora de tempo: a cavalaria, sob o comando de Liechtenstein, do flanco esquerdo aliado, tinha que estar situada no lado direito e, na manobra, foram de encontro a uma parte mais lenta da segunda coluna de infantaria que avança na direcção do flanco direito francês. Naquele momento, os estrategistas aliados pensaram que era o desastre mas, mais tarde, de facto até os ajudou. Entretanto, a vanguarda da segunda coluna estava a atacar a vila de Sokolnitz, que era defendida pelo 26º Regimento Ligeiro e pelos tirailleurs franceses. Os primeiros ataques aliados não obtiveram grande sucesso e o general Langeron deu ordens para bombardear a vila. Estes ataques, muito destruidores, forçaram os Franceses a sair e, pela mesma altura, a terceira coluna atacou o castelo de Sokolnitz. Porém, os Franceses contra-atacaram reconquistando a vila, apenas para serem de novo expulsos. A luta nesta posição terminou, temporariamente, quando a divisão de Friant (parte do III Corpo) reconquistou a localidade. Sokolnitz terá sido a zona em que ocorreu mais acção no campo de batalha, mudando de mãos várias vezes, ao longo de vários dias.
Enquanto as tropas aliadas atacavam o flanco direito francês, o IV Corpo de Kutuzov dirigiu-se para Pratzen, ficando a aguardar. Tal como Napoleão, Kutuzov percebeu a importância de Pratzen e decidiu proteger essa posição. Mas o jovem czar não entendeu assim, e expulsou o IV Corpo de Pratzen e, desta forma, esta decisão empurrou os aliados para a derrota.

### "Um golpe forte e a guerra acaba"

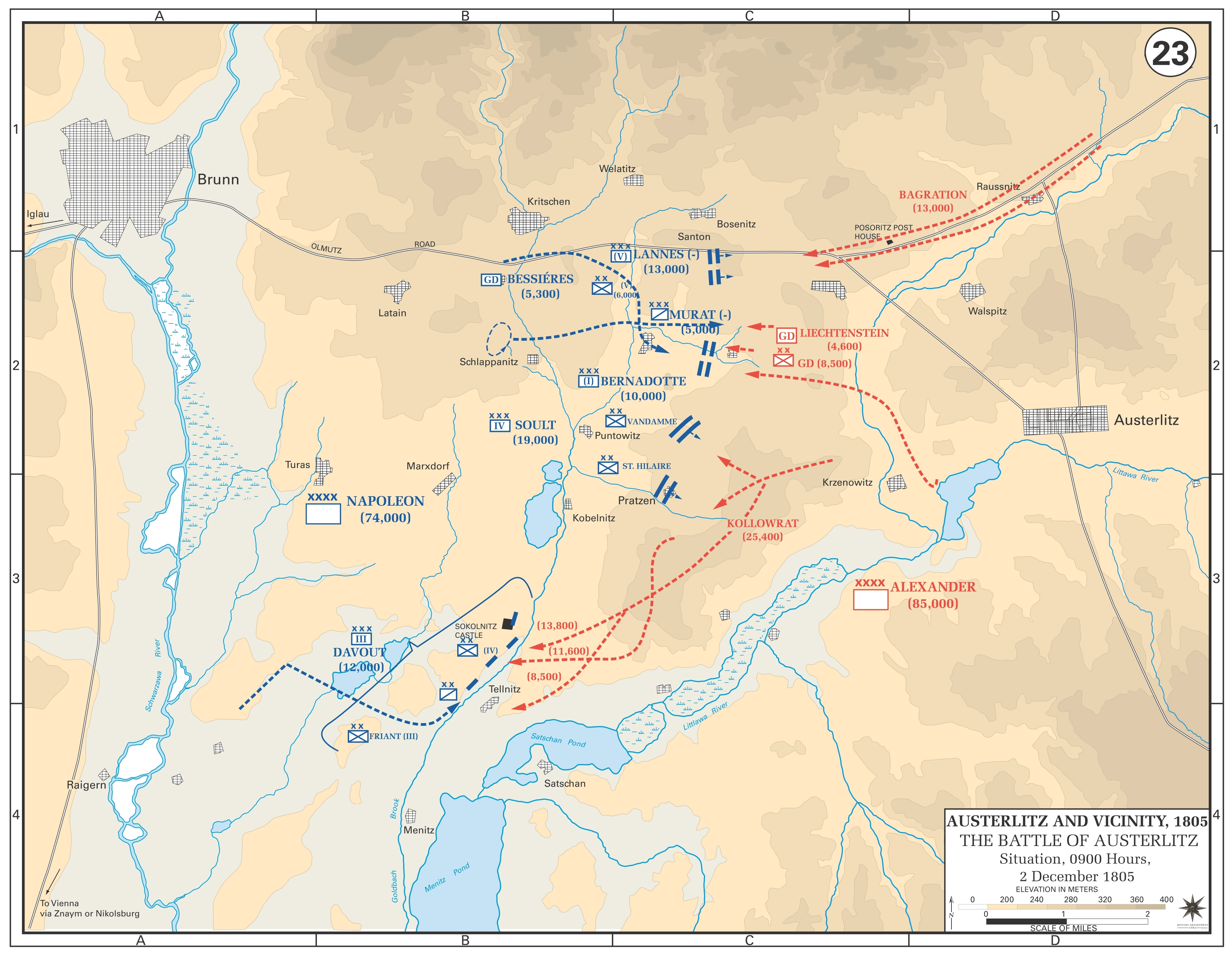
O ataque decisivo à zona central dos aliados por Saint-Hilaire e Vandamme dividiu o exército aliado em dois deixando os Franceses numa posição estratégica privilegiada para ganhar a batalha.

Às 8h45, satisfeito com a situação de inferioridade da área central do inimigo, Napoleão perguntou a Soult quanto tempo demoraria para que os seus homens chegassem a Pratzen, tendo este respondido, "Menos de 20 minutos, Senhor." Cerca de 15 minutos depois, Napoleão deu ordens para atacar, acrescentando: "Um golpe forte e a guerra acaba".
Um denso nevoeiro ajudou a esconder o avanço da divisão de Saint-Hilaire mas, à medida que iam subindo a colina, o lendário "Sol de Austerlitz" apareceu por entre a neblina, encorajando-os a avançar. Os comandantes e os soldados russos no topo da colina ficaram espantados ao ver tantas tropas francesas a virem na sua direcção. Os comandantes aliados podiam agora utilizar alguns dos destacamentos mais atrasados da quarta coluna na batalha. Mais de uma hora de confronto destruiu grande parte desta unidade. Os outros homens da segunda coluna, na sua maior parte austríacos sem experiência, também participaram da luta, fazendo frente a uma das melhores forças do exército francês, forçando-os a dispersar colina abaixo. No entanto, levados pelo desespero, os homens de Saint-Hilaire atacaram de novo, conseguindo tirar os aliados da colina. A norte, a divisão do general Vandamme atacou uma zona designada por Staré Vinohrady ("Velhas Vinhas"), provocando a destruição de alguns batalhões aliados.
A batalha estava agora a virar a favor dos Franceses, mas estava longe de acabar. Napoleão ordenou ao I Corpo de Bernadotte que apoiasse o flanco esquerdo de Vandamme, e mudou o seu centro de comando da colina Žuráň Hill para a Capela de Santo António, em Pratzen. A posição difícil dos aliados foi confirmada pela entrada da Guarda Imperial Russa; o grão-duque Constantino, irmão do czar Alexandre, comandava a Guarda e contra-atacou as forças de Vandamme, com sucesso, capturando a única bandeira francesa na batalha (a bandeira pertencia a um batalhão do 4º Regimento de Linha). Pressentindo problemas, Napoleão deu ordens para a sua Guarda a Cavalo avançar. Esta unidade destruiu a respectiva força russa, mas como o número de homens e cavalos de ambos os lados era muito elevado, não se distinguia quem estava a vencer. Os russos tinham vantagem numérica, mas depressa a vantagem mudou de lado quando a divisão de Drouet, a 2ª do I Corpo de Bernadotte, atacou um dos lados permitindo à cavalaria francesa encontrar refúgio atrás das suas linhas. A artilharia a cavalo da guarda também provocou bastantes vítimas na cavalaria e fuzileiros russos. Os russos estavam a perder e muitos morreram conforme iam sendo perseguidos pela motivada cavalaria francesa. As vítimas entre os Russos em Pratzen incluíam Kutuzov, gravemente ferido, e o seu genro Ferdinand von Tiesenhausen, que foi morto.

### O fim
| “                                | Eu encontrava-me... debaixo de um contínuo e terrível ataque com metralha... Muitos soldados, em combate desde as 7 horas da manhã até às 4 horas da tarde, já não tinham munições. Não podia fazer mais nada a não ser retirar-me... | ” |
| — Tenente-general Przhebishevsky | |   |

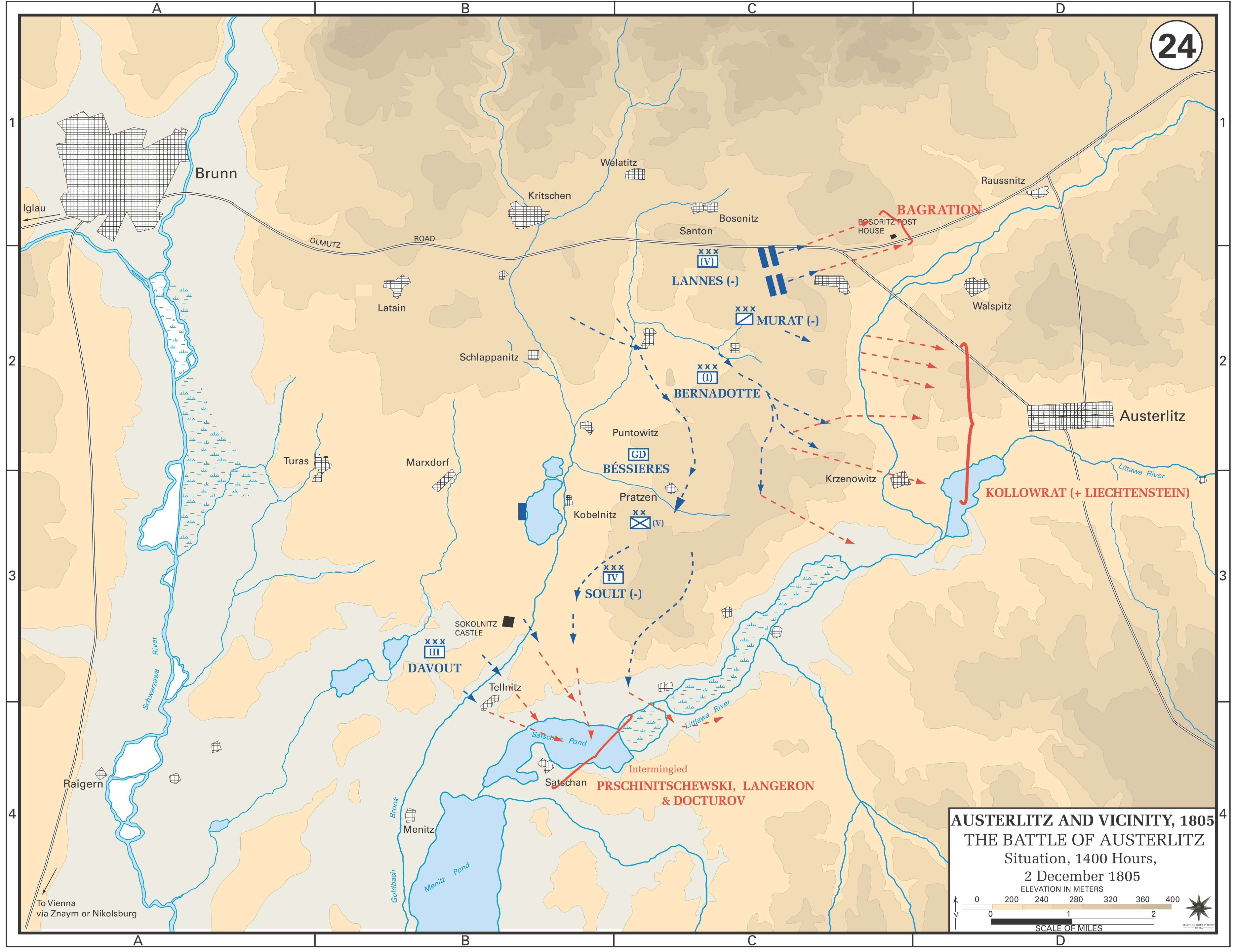
Pelas 14 horas, o exército Aliado foi dividido. Napoleão tinha agora a opção de atacar uma das partes, e escolheu o flanco esquerdo, pois outros sectores do inimigo já estavam sob controlo.

Entretanto, a área mais a norte do campo de batalha passava por um combate muito intenso. A cavalaria pesada de Liechtenstein iniciou o ataque à cavalaria ligeira de Kellerman depois de chegarem ao local correcto no terreno. Inicialmente, tudo parecia correr bem para o lado francês, mas as forças de Kellerman esconderam-se atrás da divisão de infantaria do general Caffarelli assim que se tornou claro que o número de tropas russas era muito grande. Os homens de Caffarelli conseguiram bloquear os ataques russos permitindo que Murat enviasse duas divisões de couraceiros (uma comandada por d'Hautpoul e a outra por Nansouty) para o combate para acabar com a cavalaria russa. O combate que se seguiu foi duro e demorado, mas os Franceses conseguiram vantagem. Lannes atacou, então, com o seu V Corpo, os homens de Bagration e, depois de uma luta terrível, conseguiu empurrar para fora do terreno o experiente comandante russo. Ele quis continuar, mas Murat, que controlava o sector, era contra a ideia.
O foco de Napoleão mudou para o extremo sul do campo de batalha, onde os franceses e os aliados continuavam a lutar em Sokolnitz e Telnitz. Num ataque em duas frentes, a divisão de St. Hilaire, e parte do III Corpo de Davout, esmagaram o inimigo em Sokolnitz, levando a que os comandantes aliados das duas colunas, os generais Kienmayer e Langeron, fugissem o mais rápido que puderam. Buxhowden, o comandante do flanco esquerdo aliado, e o homem responsável por liderar o ataque, estava totalmente bêbado e também fugiu. Kienmayer cobriu a sua retirada com a ajuda da cavalaria ligeira de O'Reilly, que tinha derrotado cinco dos seis regimentos franceses de cavalaria antes de ele próprio bater em retirada.
O pânico geral instalou-se no exército aliado, que abandonou o terreno em todas as direcções possíveis. As forças russas, que tinham sido derrotadas pelos Franceses, fugiram para sul em direcção a Viena através dos lagos gelados de Satschan. A artilharia francesa disparou contra eles, e o gelo quebrou-se debaixo dos seus pés. Os homens afogaram-se e dezenas de peças de artilharia afundaram-se. O número de armas capturadas difere: entre 38 e mais de 100. Também o número de vítimas não é consensual: desde 200 a 2 000 mortos. Devido a Napoleão ter exagerado este incidente no seu relatório da batalha, e do czar ter aceite sem qualquer reserva a descrição dos acontecimentos, como desculpa pela pesada derrota, os números mais baixos poderão ser mais correctos. Muitos dos russos que caíram no gelo foram salvos pelos seus inimigos vitoriosos. No entanto, algumas evidências, mais tarde tornadas públicas, sugerem que o relatório de Napoleão da catástrofe pode ter sido totalmente inventado; com instruções do imperador, os lagos foram drenados uns dias depois da batalha, tendo sido encontrados os corpos de dois ou três homens e cerca de 150 cavalos.

## Consequências da batalha

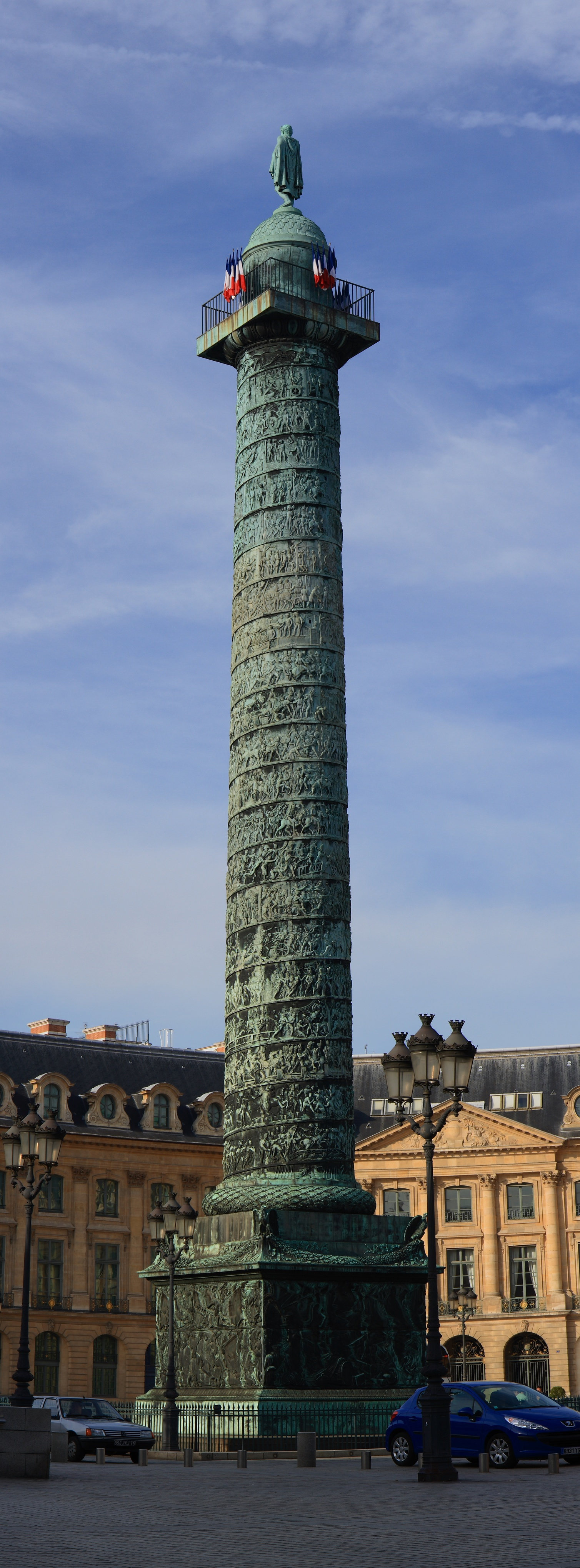
A coluna da Place Vendôme em Paris foi construída com o metal dos canhões capturados em Austerlitz

### Ao nível militar e político
No geral, as vítimas do lado aliado ascenderam a 27 000, de um total de 73 000. Do lado francês, verificaram-se 9 000 vítimas em 67 000. Os aliados também perderam 180 canhões e 50 bandeiras. A grande vitória foi recebida de forma efusiva e em êxtase em Paris; alguns dias antes a nação encontrava-se abalada devido ao colapso financeiro. Napoleão escreveu a Joséphine, "Derrotei o exército austro-russo comandado pelos dois imperadores. Estou um pouco apreensivo....Um abraço." O czar Alexandre resumiu o mau bocado pelo qual os aliados estavam a passar, dizendo: "Somos bebés nas mãos de um gigante."
A França e a Áustria assinaram um acordo de paz a 4 de dezembro e o Tratado de Pressburg a 26 de dezembro. A Áustria reconheceu os territórios capturados pelos franceses através dos tratados de Campoformio (1797) e Lunéville (1801); cedeu território à Baviera, Wurttemberg e Baden, aliados de Napoleão; pagou 40 milhões de francos em indemnizações de guerra; e Veneza foi oferecida ao Reino de Itália. O exército russo teve permissão para regressar a casa. Os Franceses instalaram-se na região sul da Alemanha. O Sacro Império Romano-Germânico foi extinto, definitivamente, em 1806. A 12 de julho de 1806, Napoleão criou a Confederação do Reno, um conjunto de 16 estados alemães que serviam de barreira entre a França e o Reino da Prússia. Por seu lado, a Prússia recebeu estas exigências como uma afronta ao seu status de potência principal da Europa Central, entrando em guerra com a França em 1806.

### Recompensas
As palavras de Napoleão dirigidas às suas tropas depois da batalha foram de elogio: Soldats! Je suis content de vous ("Soldados! Estou contente convosco"). O imperador premiou com dois milhões de francos em ouro os oficiais superiores e com 200 francos cada soldado, e com pensões de montante significativo às viúvas dos soldados mortos na batalha. Os filhos órfãos foram adotados por Napoleão e foi-lhes permitido acrescentar o nome do imperador ao seu próprio nome. Napoleão nunca entregou nenhum título nobiliárquico aos seus comandantes, tal como era costume depois de uma grande vitória. A razão mais provável é a de que ele considerava a vitória em Austerlitz como um triunfo pessoal, e não de algum dos seus comandantes.

## A Batalha de Austerlitz na cultura popular

### Mitologia

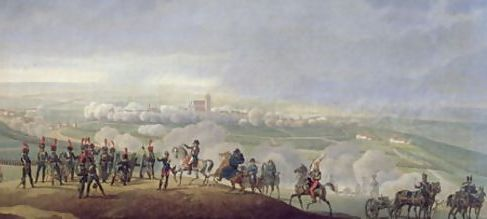
A Batalha de Austerlitz, 2 de dezembro de 1805 por Joseph Swebach-Desfontaines.

A Batalha de Austerlitz está rodeada de histórias e lendas sobre acontecimentos que se verificaram antes e durante o confronto. Na noite do dia 1 de dezembro, véspera da batalha, Napoleão partiu para o terreno, juntamente com a sua comitiva para examinar as posições frontais. No campo da batalha, os soldados da divisão de Vandamme reconheceram-no, e pouco depois todo o exército tinha acendido velas para celebrar o aniversário da sua coroação. As forças aliadas deram-se conta do que se estava a passar e pensaram que os Franceses se preparavam para retirar.
Outra história tem como elemento principal um soldado francês que tentava fugir dos cossacos; subiu para uma chaminé para se esconder, mas os cossacos encontraram-no e acabaram por matá-lo. Noutro episódio, alguns soldados russos estavam a olhar para a comida dos cavalos de uma camponesa. Os soldados gritavam Babo, ovsa ("Avozinha, dá-nos a nossa aveia"), mas a mulher, que era idosa e teria problemas de audição, pensou que eles estavam a dizer Hopsa ("Salta") e, assim, a senhora começou aos pulos. Os soldados acabaram por perceber que ela não os entendia, e apontaram para os cavalos e começaram a mastigar; a mulher acabou por entender e deu-lhes a aveia que eles queriam. Uma outra história conta que um grupo de artilheiros franceses tentou queimar uma estátua de madeira da Virgem Maria atirando-a para uma fogueira, mas aquela não ardeu.

### Guerra e Paz
A Batalha de Austerlitz é um dos cenários principais da obra de Liev Tolstói, Guerra e Paz. Perto do início da guerra, o príncipe André, um dos personagens principais, pensa que o dia que se aproxima "[será] o seu Toulon ou a sua Arcole". referência às anteriores vitórias de Napoleão. André espera a glória, mesmo pensando para ele, "Marcharei sempre para a frente e acabarei com tudo o que estiver à minha frente". Mais tarde, na batalha, no entanto, André cai nas mãos do inimigo e chega a encontrar-se com o seu herói, Napoleão. Mas o seu entusiasmo inicial tinha sido deitado abaixo; ele já não pensa em Napoleão, "parecia-lhe tão mesquinho o seu herói, com aquelas miseráveis vaidades e alegria pela vitória, em comparação com o céu alto, justo e bondoso que tinha visto e finalmente compreendido". Tolstói retrata Austerlitz como um teste para a Rússia, teste este que acaba mal pois os soldados lutaram por coisas irrelevantes como a glória ou o reconhecimento, em vez de lutarem pelas grandes virtudes que produzem, de acordo com Tolstoi, uma vitória como a de Borodino durante a a invasão da Rússia em 1812.

### Perspetivas históricas
Napoleão não conseguiu derrotar o exército aliado de forma mais consistente como desejava, mas os historiadores reconhecem que o plano original forneceu uma vitória significativa. Por esta razão, Austerlitz é, por vezes, comparada a outras grandes batalhas tácticas como a de Canas ou Blenheim. Alguns historiadores acham que Napoleão teve tanto sucesso em Austerlitz que perdeu a noção da realidade, e aquilo que era a "política externa francesa" tornou-se "a política de Napoleão" depois da batalha. Na História da França, Austerlitz é descrita como uma vitória militar impressionante e, no século XIX, quando o fascínio com o Primeiro Império atingia o seu auge, a batalha era venerada por aqueles que gostavam de Victor Hugo, o qual "nas profundezas dos [seus] pensamentos" ouvia o "ruído de canhões pesados em direcção a Austerlitz". No bicentenário da batalha, no entanto, instalou-se a controvérsia porque nem o presidente francês Jacques Chirac nem o primeiro-ministro Dominique de Villepin, estiveram presentes na comemoração. Por outro lado, alguns cidadãos dos departamentos franceses protestaram contra o que consideravam a "comemoração oficial de Napoleão", argumentando que Austerlitz não devia ser celebrada pois achavam que Napoleão tinha cometido genocídio contra cidadãos coloniais.
Depois da batalha, o czar Alexandre I responsabilizou M. I. Kutuzov, o comandante-chefe do exército aliado. Contudo, é claro que o plano de Kutuzov consistia em retirar ainda mais para trás onde os aliados tinham mais vantagem logística. Nesse caso, as tropas aliadas poderiam ter sido reforçadas pelos homens do arquiduque Carlos em Itália, e os prussianos podiam ter-se juntado à coligação contra Napoleão. Um exército francês no final da sua linha de abastecimentos, num local onde não houvesse fornecimento de comida, teria ficado frente-a-frente com uma situação complicada, e o final da batalha poderia ter sido outro.